# Leucon panamensis
Leucon panamensis är en kräftdjursart som beskrevs av Jones 1969. Leucon panamensis ingår i släktet Leucon och familjen Leuconidae. Inga underarter finns listade i Catalogue of Life.